# Sileo S10
A Sileo S10 egy 10,7 méter hosszú, akkumulátoros elektromos, alacsonypadlós busztípus, a német-török buszgyártó Sileo cégtől.

## Technológia és felszerelés
A hajtás elektromos portáltengelyen keresztül történik két vízhűtéses aszinkron motorral  (egyenként 120 db kW) a ZF Friedrichshafen szállítótól (ZF AVE 130) . Az első tengely is a ZF-től származott (ZF RL 82 EC Rigid Portal) és a kormányrendszer (ZF 8098 Servocom).
A vonóakkumulátor a jármű tetőszerkezetében kapott helyet, alapfelszereltségként 200 kWh kapacitású lítium-vas-foszfát akkumulátorral volt felhasználva. A gyártó szerint ez legalább 200 hatótávolságú lenne km lehetséges. Az akkumulátor 300 egyedi monitorozott és szabályozott cellából állt (egycellás terhelés, SCL). A csatlakoztatott terheléstől függően a busz 4-100 töltési kapacitással rendelkezhet kW tölthető.
Igény szerint a busz két vagy három utas duplaajtóval is szállítható.

## Helyszínek

### Bad Langensalza
Egy európai szintű tender után 2016. június 7-én két Sileo S10-et szállítottak a Salza-Tours König OHG-hez Bad Langensalzában. Ezek voltak az első akkumulátoros buszok Türingiában.

### Öhringen
A Hütter-Lidle Linienverkehr GmbH + Co KG 2017 januárjában helyezte üzembe a Sileo S10-et a városi közlekedésben Öhringenben.

### Salzgitter
A KVG Braunschweig egy európai szintű tender után 2017 februárjában üzembe helyezett egy Sileo S10-et.

### Echternach (Luxemburg)
A Voyages Bollig 2017 márciusában kapott egy Sileo S10-et, az első Sileo elektromos buszt Luxemburgban.

## Webes hivatkozások
- A gyártó Sileo weboldala
- A Sileo S10 műszaki adatai (PDF) Archiválva 2021. október 28-i dátummal a Wayback Machine-ben

## Fordítás
Ez a szócikk részben vagy egészben  a   Sileo S10 című német Wikipédia-szócikk ezen változatának fordításán alapul.  Az eredeti cikk szerkesztőit annak laptörténete sorolja fel. Ez a jelzés csupán a megfogalmazás eredetét és a szerzői jogokat jelzi, nem szolgál a cikkben szereplő információk forrásmegjelöléseként.